# Gila minacae
Gila minacae är en fiskart som beskrevs av Meek 1902. Gila minacae ingår i släktet Gila och familjen karpfiskar. Inga underarter finns listade i Catalogue of Life.